# LHS 288
LHS 288 е звезда класифицирана като червено джудже, разполежена в съзвездието Кил на разстояние приблизително 15,6 светлинни години от Слънцето.